# Tomas Ražanauskas
Tomas Ražanauskas, född 7 januari 1976 i Vilnius, dåvarande Sovjetunionen, är en litauisk före detta fotbollsspelare. Under tjugo säsonger som spelare representerade han nästan lika många klubbar. Han har gjort 41 landskamper för Litauen.

## Klubbkarriär
Efter att ha spelat för klubbar i Ryssland, Estland och Schweiz kom Ražanauskas sommaren 1999 till ett Malmö FF på nedgång. Han är sannolikt mest ihågkommen för att ha blivit tilldelad en straff i bortamatchen mot Halmstads BK, en straff som Tony Flygare missade vilket innebar att MFF för första gången på 64 år degraderades från Allsvenskan. Efter säsongen valde Ražanauskas att lämna föreningen.
Säsongen därpå kontrakterades han av Brann. Klubben hade nyss fått en ny tränare i Teitur Þórðarson, som Razanauskas spelat under i estniska Flora, och Þórðarson var angelägen om att knyta till sig Ražanauskas, som han liknat med Michel Platini. I Norge skymtades Ražanauskas potential till, bland annat i en 6-2-seger borta mot Viking Stavanger, men toppmatcher som den var få och 2001 nappade Brann på ett bud från grekiska Akraitos, där Ražanauskas skulle komma att stanna till december 2003.
Sista dagen på transferfönstret under våren 2004 blev Ražanauskas klar för Trelleborgs FF, som behövde en etablerad mittfältare till kommande säsong. Säsongen slutade dock med Trelleborg sist i Allsvenskan med blott 13 poäng på 26 matcher. Efteråt kritiserades värvningen av Ražanauskas hårt av lagkamraten Eric Fischbein.
De sista åren på spelarkarriären spelade Ražanauskas för ett flertal litauiska klubbar. Han gjorde en stark säsong för Vėtra 2009 då klubben slutade på andra plats i litauiska ligan, deras bästa ligaplacering någonsin, samtidigt som laget gick till final i litauiska cupen. Därtill lyckades klubben slå ut HJK Helsingfors i Europa Leagues andra omgång. Säsongen 2010 inledde han med fyra mål på de fyra första ligamatcherna men under säsongen upplöstes Vetra efter att det litauiska fotbollförbundet stängt av klubben från fortsatt deltagande.
År 2012 spelade Ražanauskas sin sista match i karriären.

## Landslagskarriär
Ražanauskas debuterade för Litauen den 17 maj 1995 i en vänskapsmatch mot Grekland. Sin första tävlingsmatch gjorde han 1997 mot Liechtenstein i kvalet till VM 1998. Där blev han dessutom målskytt, han fastställde slutresultatet till 2-0 i sitt lands favör.
1996 och 1998 var han med i de litauiska lag som vann Baltiska cupen.
Ražanauskas skördade en del framgångar i kvalet till EM 2004. Han stod för tre av lagets sju mål. Bland annat nätade han mot Tyskland när Litauen skrällde genom att spela 1-1 i Nürnberg. Fyra dagar senare gjorde han matchens enda mål i en hemmaseger över Skottland.
Efter nästan fem år utan landslagsspel blev Ražanauskas efter ett succéartat 2009 på nytt uttagen i landslaget till matcher mot Serbien och Österrike i kvalet till VM 2010. Sitt sista framträdande i landslagsdressen gjorde han mot Polen 2011.

## Meriter

### Landslag
- Vinnare av Baltiska cupen med Litauen (2): 1996, 1998

### Klubblag
- Estnisk ligamästare med Flora Tallinn (2): 1997/1998, 1998